# Frédéric Anquetil
Pour les articles homonymes, voir Anquetil.
Frédéric Anquetil, né le 26 février 1967 au Havre, est un joueur international français de handball évoluant au poste de pivot ou d'ailier gauche. Il est le frère de Grégory Anquetil
Formé à ESM Gonfreville l'Orcher, il intègre l'équipe première dès ses 18 ans et fait rapidement figure de grand espoir au même titre que Gaël Monthurel. Le club normand évolue alors en Championnat de France de Nationale 1B (D2) dont il atteint la finale en 1988, synonyme d'accession en Nationale 1A. Si le club termine bon dernier, Frédéric Anquetil réalise une bonne saison à titre individuel, terminant 10e meilleur buteur et est nommé parmi les meilleurs pivots de championnat, même si Philippe Gardent est plébiscité.
En 1989, il est recruté alors par le Montpellier Handball, club promu en Championnat de France de Nationale 1B (D2). Courtisé par d'autres clubs de l'élite, il préfère rejoindre un club familial et parvient d'ailleurs à faire venir avec lui son frère cadet, Grégory Anquetil, pour qu'il évolue en équipe réserve. Dès 1990, il est nommé capitaine de l'équipe montpelliéraine et conduit au titre de champion de Nationale 1B en 1992, synonyme d'accession dans l'élite.
À l'occasion d'une tournée en Islande en décembre 1992 où il marque trois buts en trois matchs, il est retenu en équipe de France,.
Dès son arrivée en 1994, Patrice Canayer constate ses limites au poste de pivot et le replace sur l'aile gauche. Des choix et une professionnalisation de la vie du club qui donnent une autre dimension au joueur et un premier titre surprise à Montpellier en 1995. Sa mobilité et sa détermination le rendent incontournable en défenseur avancé dans le dispositif de l'équipe. Fidèle comme son frère Grégory au Montpellier Handball, il remporte trois autres championnats de France (1998, 1999 et 2000) et trois Coupes de France (1999, 2000 et 2001). 
Il joue un rôle décisif sur et en dehors du terrain pour en faire le club le plus titré du handball français puisqu'après sa carrière de joueur, il devient responsable du centre de formation du Montpellier Handball et le reste jusqu'en 2015, contribuant à l'émergence de joueurs comme Michaël Guigou, Nikola Karabatic, Mathieu Grébille ou encore Ludovic Fabregas.
Son fils, Arthur Anquetil, est également handballeur professionnel.

## Palmarès
- Championnat de France
  - Vainqueur (4) : 1995, 1998, 1999, 2000
  - Deuxième (7) : 2001
- Coupe de France
  - Vainqueur (3) : 1999, 2000, 2001
  - Finaliste (1) : 1998
- Championnat de France de Nationale 1B (D2)
  - Vainqueur (1) : 1992
  - Finaliste (1) : 1988